# ヴェーラ・ホロドナヤ
ヴェーラ・ホロドナヤ（ウクライナ語: Віра Василівна Холодна、1893年8月5日 – 1919年2月16日）は、ロシア帝国のサイレント映画女優。ロシア帝国初の映画スターとして知られ、「スクリーンの女王」の称号を得た。1914年から1919年までの短いキャリアで、50本以上の映画に出演したが、現存するのは8本のみである。

## 生い立ち
ヴェーラ・ホロドナヤは、ロシア帝国のポルタヴァ（現ウクライナ）で、ヴェーラ・ヴァシリエヴナ・レフチェンコとして生まれた。父ヴァシリーはモスクワ大学で文学を学び、ポルタヴァのギムナジウムで教鞭をとった。母エカテリーナは名門アレクサンドロ・マリインスキー貴族女子学院の卒業生だった。ヴェーラにはナデジダとソフィアの2人の妹がいた。
2歳のとき、母方の祖母エカテリーナとモスクワに移住。幼少期から家庭での演劇に参加し、クラシックバレエを志してボリショイ劇場のバレエ学校に入学したが、祖母の反対で退学。10歳でペレペルキナ女子ギムナジウムに進学し、テニスやスケートを楽しみ、ピアノや詩の朗読で才能を示した。10歳のとき、父がコレラで死去し、母の体調不良も重なり、妹たちの世話を担った。

## 私生活
1910年、ギムナジウムの卒業舞踏会でウラジーミル・ホロドヌイと出会い、1912年に結婚。ウラジーミルはモスクワ芸術劇場の若手俳優サークルに出入りし、スポーツ新聞「オート」の編集者で、ロシア初の自動車レーサーだった。家族の反対を押し切った結婚で、ヴェーラは彼の姓「ホロドヌイ」（「冷たい」の意）を名乗り、芸名と誤解されることもあった。1911年に長女エヴゲニヤ、1913年に養女ノンナを迎えた。
夫は第一次世界大戦に志願し、1915年にワルシャワで負傷。戦後、ロシア革命後の1919年にチェーカに逮捕され、処刑された。エヴゲニヤとノンナは妹ナデジダとともに1920年にイスタンブールへ移住し、後に米国へ渡った。エヴゲニヤは2003年に死去、ノンナは2012年に死去。

## 経歴

### 映画デビュー（1914–1916年）
1908年、ヴェーラ・コミサルジェフスカヤの『フランチェスカ・ダ・リミニ』公演に感銘を受け、女優を志す。デンマークの女優アスタ・ニールセンの影響も受けた。1914年、ウラジーミル・ガルディン監督の『アンナ・カレーニナ (1914年の映画)』で端役（イタリア人乳母）を演じデビュー。ガルディンは彼女の美貌を認めつつ、演技力に疑問を持ったが、撮影は成功した。
1915年、エフゲーニー・バウエル監督の『勝利の愛の歌』で主演に抜擢。イワン・ツルゲーネフ原作のこの神秘的恋愛劇は大ヒットし、彼女の名を広めた。同年、『時代の子供たち』では社会問題を描き、批評家から「真に迫った演技」と評価された。

### スターダム（1916–1918年）
1916年、ピョートル・チャルディニン監督の『蜃気楼』が大ヒット。バウアー監督の『命には命を』では、モスクワ芸術劇場の女優リディア・コレネヴァと共演し、批評家から高い評価を受けた。アレクサンドル・ヴェルチンスキーは彼女を「スクリーンの女王」と称した。
1916年、アレクサンドル・ハンジョンコフのスタジオからドミトリー・ハリトノフの映画会社に移籍。高額なギャラとヴィトルド・ポロンスキーとの共演が理由だった。1917年の『暖炉のそばで』はロシア映画史上最大のヒットとなり、オデーサで90日間連続上映された。続編『火を忘れなさい、炎は消えた』も十月革命中に公開され、記録的な成功を収めた。

### オデーサ時代と死（1918–1919年）
1918年、ハリトノフの映画会社とともにオデーサに移住。『ラスト・タンゴ』や『生ける屍』など4本の映画に出演。コンスタンチン・スタニスラフスキーは『生ける屍』の演技を称賛し、モスクワ芸術劇場への参加を勧めたが、撮影スケジュールの都合で断念。
1919年2月、スペイン風邪に感染。オデーサの劇場公演後に雪の中で倒れ、高熱を発症。医師の治療も及ばず、2月16日に25歳で死去。公式にはスペイン風邪が死因だが、ボリシェヴィキのスパイ疑惑やフランス人コンエミール・エンとの不倫による毒殺説など、陰謀論が広まった。葬儀は盛大に行われ、記録映画『ヴェーラ・ホロドナヤの葬送曲』として撮影された。

## 人間性と演技スタイル
ヴェーラは労働意欲、謙虚さ、優しさで知られた。妹ソフィアによると、プーシキンやトルストイ、ヴィクトル・ユーゴーを愛読し、グリンカやチャイコフスキーの音楽を好んだ。衣装や髪型を自分で用意し、祝日にはオリヴィエ・サラダや魚料理を振る舞った。
演技については賛否両論がある。ジョルジュ・サドゥールは演技力の不足を指摘したが、ウラジーミル・ガルディンは後期の作品で才能の開花を感じたと評価。彼女の魅力は「自然な女性らしさ」と「デカダンな美」にあり、銀の時代の女性美の理想を体現した。

## 遺産
ヴェーラの生涯は、ニキータ・ミハルコフ監督の『愛の奴隷』（1975年）で映画化され、エレナ・ソロヴェイが主演。1992年にドキュメンタリー、1993年にウクライナで記念切手、2003年にオデーサに銅像が建立された。アレクサンドル・ヴェルチンスキーは「リラの黒人」や「君の指は教会の香を漂わせ」を捧げた。

## フィルモグラフィ
以下は現存する8本の映画、失われた映画、未公開の映画のリストである。

### 現存する映画
| 年   | タイトル                              | 役名                 |
| ---- | ------------------------------------- | -------------------- |
| 1914 | 『アンナ・カレーニナ (1914年の映画)』 | イタリア人乳母       |
| 1915 | 『時代の子供たち』                    | マリア・ニコラエヴナ |
| 1916 | 『蜃気楼』                            | マリアンナ           |
| 1916 | 『命には命を』                        | ナタ                 |
| 1917 | 『苛まれた魂』                        | ルツカヤ伯爵夫人     |
| 1918 | 『黙れ、わが悲しみ、黙れ』            | ポーラ               |
| 1918 | 『高価な愛の物語』                    | ポーラ               |
| 1918 | 『ラスト・タンゴ』                    | クロ                 |

### 失われた映画
| 年   | タイトル                       | 役名                   |
| ---- | ------------------------------ | ---------------------- |
| 1915 | 『ワニュシンの子供たち』       | エレナ                 |
| 1915 | 『天空の炎』                   | ターニャ               |
| 1915 | 『勝利の愛の歌』               | エレナ                 |
| 1915 | 『罰せられたアントーシャ』     | タタ                   |
| 1915 | 『覚醒』                       | リューバ               |
| 1916 | 『美は世界を統治すべし』       | リア・ヴァンダ         |
| 1916 | 『多くのうちの一人』           | ナタシャ・バリシェヴァ |
| 1916 | 『月の美女』                   | アーニャ・ポスペロヴァ |
| 1916 | 『人生のチェス』               | インナ・チェルネツカヤ |
| 1916 | 『引き裂かれた鎖』             | カルツェフの妻         |
| 1917 | 『首都の毒』                   | ヴェーラ・ドロフスカヤ |
| 1917 | 『幸福のために』               | オルガ                 |
| 1917 | 『沈黙の苦痛』                 | マリア・ルイーザ       |
| 1917 | 『暖炉のそばで』               | リディア・ラニナ       |
| 1917 | 『なぜ私は狂おしく愛するのか』 | ターニャ・グロンスカヤ |
| 1917 | 『彼らはどう嘘をつくか』       | ガンカ                 |
| 1917 | 『美の祭壇に』                 | ポーリャ               |
| 1917 | 『君に処刑された者たち』       | エヴゲニヤ・クロート   |
| 1917 | 『彷徨う光』                   | リディア               |
| 1917 | 『火を忘れなさい、炎は消えた』 | マラ・ゼト             |
| 1917 | 『人間-獣』                    | セヴェリナ             |
| 1918 | 『生ける屍』                   | ジプシーのマーシャ     |
| 1918 | 『栄光の茨の道』               | ヴェーラ・セヴェルナヤ |
| 1918 | 『愛を発明した女』             | アントネッラ           |
| 1918 | 『市民の悲劇』                 | 不明                   |
| 1919 | 『アズラ』                     | アズラ                 |
| 1919 | 『赤い曙』                     | ミス・ケティ           |
| 1919 | 『愛の軛の中で』               | 不明                   |
| 1919 | 『ペルシアの歌』               | ダンサー               |
| 1919 | 『キラ・ズボワ』               | キラ・ズボワ伯爵夫人   |

### 未公開の映画
| 年   | タイトル           | 役名                     |
| ---- | ------------------ | ------------------------ |
| 1918 | 『タラカノワ公女』 | タラカノワ公女           |
| 1918 | 『尼僧の告白』     | 不明                     |
| 1919 | 『ジプシーのアザ』 | ジプシーのアザ           |
| 1919 | 『椿姫』           | マルグリット・ゴーティエ |